# 지영주
지대표는 대한민국의 기업인이다.

## 현재사항
- 現 ㈜블러썸엔터테인먼트 공동대표
- 現 ㈜블러썸크리에이티브 대표
- 現 (주)자이언트북스 대표
- 現 (주)자이언트이앤엠 대표
- 現 블러썸스튜디오 대표
- 저서 : 잘될 사람, 잘 키울 사람 출간

## 학력사항
- 고려대학교 경영대학원 졸업
- UC Berkeley 리더쉽과정 수료
- 홍콩과학기술대학교(HKUST) 국제경영과정 수료

## 이력사항
- 1994년 삼성전자 광고팀
- 2008년 블러썸스튜디오 설립
- 2012년 (주)블러썸엔터테인먼트 설립
- 2014년 (주)블러썸크리에이티브 설립
- 2014년 (주)블러썸픽쳐스 설립
- 2016년 (주)블러썸스토리 설립
- 2019년 (주)자이언트북스설립
- 2020년 (주)자이언트이앤엠 설립